# Långtjärnen (Stensele socken, Lappland, 726894-153074)
Långtjärnen är en sjö i Storumans kommun i Lappland och ingår i Umeälvens huvudavrinningsområde. Sjön har en area på 0,0748 kvadratkilometer och ligger 579,6 meter över havet. Långtjärnen ligger i Vindelfjällen Natura 2000-område.

## Delavrinningsområde
Långtjärnen ingår i det delavrinningsområde (726936-152982) som SMHI kallar för Utloppet av Västersjön. Medelhöjden är 645 meter över havet och ytan är 7,44 kvadratkilometer. Räknas de 3 avrinningsområdena uppströms in blir den ackumulerade arean 71,39 kvadratkilometer. Gardsjöbäcken (Danabäcken) som avvattnar avrinningsområdet har biflödesordning 2, vilket innebär att vattnet flödar genom totalt 2 vattendrag innan det når havet efter 320 kilometer. Avrinningsområdet består mestadels av skog (86 procent). Avrinningsområdet har 0,64 kvadratkilometer vattenytor vilket ger det en sjöprocent på 8,6 procent.